# كرستينا لوبيز
كرستينا إزميرالدا لوبيز (بالإسبانية: Cristina Esmeralda López) هي عداءة مشي سلفادورية ولدت في يوم 19 سبتمبر 1982 في بلدة أوزاتلان في السلفادور، أبرز إنجازاتها هو فوزها بالميدالية الذهبية في سباق 20 كلم في دورة الألعاب الأمريكية 2007 في ريودي جانيرو، أفضل رقم شخصي لها هو 1:30:08 ساعة سجلته في لا كورونا في إسبانيا في سنة 2005.

## روابط خارجية
- كرستينا لوبيز على موقع الاتحاد الدولي لألعاب القوى (الإنجليزية)